# Röntgenverordnung (Deutschland)
Die Verordnung über den Schutz vor Schäden durch Röntgenstrahlen (Röntgenverordnung – RöV) war eine deutsche Verordnung, die maßgeblich dazu beitrug, im Rahmen des Strahlenschutzes jede unnötige Strahlenexposition für Mensch und Umwelt zu vermeiden.
Geregelt wurden auch die Qualitätsanforderungen an Röntgeneinrichtungen bei der Anwendung von Röntgenstrahlen am Menschen sowie die notwendigen Kontrollen der Qualität beim jeweiligen Anwender durch die ärztlichen sowie zahnärztlichen Stellen.
Im Zuge einer umfassenden Modernisierung des deutschen Strahlenschutzrechts, die maßgeblich auf der Richtlinie 2013/59/Euratom beruhte, wurden die Regelungen der Röntgenverordnung in die neu gefasste Strahlenschutzverordnung übernommen.

## Historisches

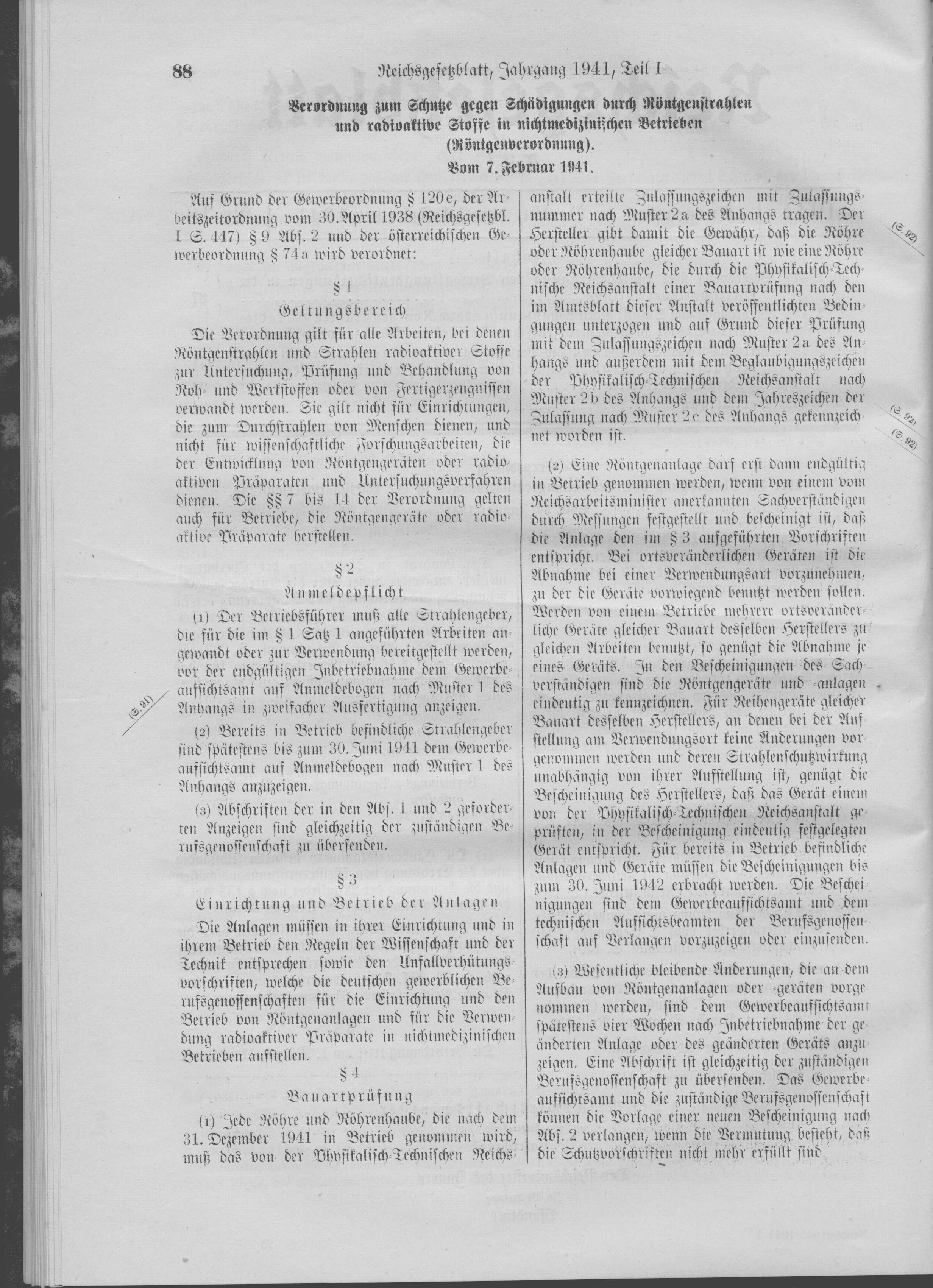
Verordnung zum Schutze gegen Schädigungen durch Röntgenstrahlen und radioaktive Stoffe in nichtmedizinischen Betrieben (Röntgenverordnung) vom 7. Februar 1941